# Michèle Arnaud
Michèle Arnaud, née Micheline Caré le 18 mars 1919 à Toulon et morte le 30 mars 1998 à Maisons-Laffitte, est une chanteuse et productrice de télévision française.

## Biographie

### Jeunesse et études
Par sa mère, Micheline Françoise Caré descend du maréchal Pons de Lauzières-Thémines (1553-1627).
Après un passage à Cherbourg, elle part à Paris pour étudier la littérature à la faculté des lettres de l'université de Paris. Elle suit des cours de droit à l'École libre des sciences politiques. Elle obtient deux certificats de licences de philosophie.
Parallèlement, elle fréquente avec assiduité des cabarets tels que Le Tabou et La Rose rouge.
Elle est la mère du chanteur Dominique Walter et de la photographe Florence Gruère.
Elle fut la maîtresse de François Mitterrand.

### La Lady du Milord
C'est en 1952 qu'elle débute dans la chanson au Milord l'Arsouille en interprétant notamment L'Île Saint-Louis, sur une musique de Léo Ferré et des paroles de Ferré et Francis Claude, ce dernier n'est autre que son mari et le directeur dudit cabaret. Elle obtient ensuite le Grand prix de la chanson française de Deauville avec Tu voulais. En 1956, elle représente le Luxembourg au premier Concours Eurovision de la chanson avec les deux titres (selon le règlement de l'époque) Ne crois pas (de Christian Guitreau) et Les Amants de minuit (paroles de Jacques Lasry/Pierre Lambry et musique de Simone Laurencin).
En 1957, elle est devenue la vedette permanente du Milord l'Arsouille. Dans son tour de chant, elle est accompagnée au piano par Jacques Lasry et, à la guitare, par un certain Serge Gainsbourg qui est, le reste du temps, pianiste d'ambiance dans ce cabaret.

Elle découvre par hasard et avec stupéfaction que ce Gainsbourg a déjà écrit plusieurs chansons que personne n'interprète, comme le relate François Ducray : 
C'est sous son impulsion et celle de Francis Claude que Gainsbourg monte immédiatement sur la scène du Milord pour chanter ses compositions. Elle est également sa première interprète féminine en enregistrant, dès l'année suivante, plusieurs de ses œuvres : La Recette de l'amour fou, Douze belles dans la peau (également chantée par Simone Bartel à cette époque) en janvier 1958, et Jeunes femmes et vieux messieurs, La Femme des uns sous le corps des autres en octobre 1958.
La vocation de Michèle Arnaud est d'interpréter des œuvres d'auteurs comme Ferré ou Vian tout en révélant de nouveaux talents comme Gainsbourg. Peut-être à cause de ses exigences et en dépit de s'être produite dans des music-halls populaires, que ce soit en vedette américaine à l'Olympia en 1959, ou en tête d'affiche à Bobino en 1961, Michèle Arnaud a toujours conservé l'étiquette d'« intellectuelle de la chanson ».
On devine un esprit littéraire curieux et insatiable, privilégiant, de ce fait, le texte. Mais elle peut « craquer » pour la mélodie. Ainsi, son subtil sens artistique ne la fait pas hésiter à reprendre les œuvres de compositeurs qu’elle pressent être des « grands » de son siècle : Yesterday (Je croyais) de Lennon/McCartney, The Green Leaves of Summer (Le Bleu de l’été) de Dimitri Tiomkin ou encore Samba de Uma Nota Só (Chanson sur une seule note) d’Antônio Carlos Jobim. Sans oublier celles de son auteur-compositeur fétiche Serge Gainsbourg (qu'elle révéla et ne cessa de « couver » tout au long de sa carrière ; réciproquement, il lui voua son inébranlable fidélité d’auteur) dont elle reprend Ne dis rien, (de la comédie musicale Anna qu’elle produisit courageusement) et avec lequel elle chante en duo Les Papillons noirs, (deux titres orchestrés avec une surprenante débauche de guitares électriques).
Elle s’empare parfois de textes d’auteurs peu connus (Robert Ardray) ne serait-ce que pour jubiler en fustigeant, par exemple, les nantis du côté de Neuilly-Auteuil-Passy lorsqu’elle joue (plus vraie que nature) à la grande bourgeoise désabusée qui confie ses « soucis » à son coiffeur Angelo :
Angelo, vite mon coup de peigne,

Je vais être en retard à l'opéra,

Je vais entendre La Callas ce soir,

Oh ! Je déteste l'opéra, mais que voulez-vous,

Les places sont si chères,

On ne peut pas ne pas y aller…
Trublion, voire anarchiste, elle se délecte avec les textes de Boris Vian et de Maurice Vidalin engageant les filles à se faire radeuses au bois plutôt que de se marier ou son contraire, jeter leurs jupes par-dessus les moulins mais seulement après s’être « rangées », être devenues de respectables « femmes d’imbéciles » (Ne vous mariez pas les filles, Julie).
Elle fait appel à Gaby Verlor pour mettre en musique des textes de Jean-Loup Dabadie (La maison, Je te regarde), de N. Bressy (Cherbourg, Ce temps), ou de Robert Desnos (Si tu savais).

Parallèlement et infatigablement, elle explore la chanson dans tous  états : poétique, cinématographique, théâtral et littéraire (Hadjidákis, Apollinaire, Varda, Giraudoux, Dimey, Aymé). On comprend qu’elle n’ait pas touché un public populaire, à défaut de public tout court, en le déroutant incessamment. Elle demeure l’interprète inclassable dont la priorité était sûrement de dénicher coûte que coûte des auteurs novateurs tant que son nom de chanteuse pouvait les soutenir, plus que de faire une carrière dans la chanson, car un chanteur inconnu n’a guère de possibilités pour promouvoir ses auteurs. On le comprend d’autant mieux quand on voit comment elle a insensiblement glissé vers la production télévisuelle en lançant réalisateurs originaux et émissions décapantes, dépoussiérant la télévision de papa comme elle a dépoussiéré la chanson des années 1950. En 1972, toujours avant-gardiste, elle se lance dans la coproduction européenne avec le film musical Pink Floyd: Live at Pompeii. Plus que « l’intellectuelle de la chanson », le qualitatif qui lui conviendrait mieux serait « l’intelligence de la chanson » comme en témoigne Françoise Hardy : 

« Michèle Arnaud, une chanteuse d’une intelligence supérieure qui impressionnait les auteurs-compositeurs les plus talentueux de son époque, s’était reconvertie dans la production d’émissions de télévision. Elle me donna carte blanche pour inviter qui je voulais dans le cadre d’une émission qui ne serait jamais diffusée. »

### Une intellectuelle créative
Arnaud, dénicheuse de talents à la scène, lance également des artistes comme Guy Béart ou les duettistes Noiret et Darras.
Elle a l'idée de créer une scène qui irait au-devant du public en se déplaçant partout en France et cela devient, en 1964, sous le parrainage de Brassens et Brel, « Le Music-hall de France » qui se joint aux pérégrinations des Tréteaux de France de Jean Danet.
Voisine de campagne de Georges Pompidou à Orvilliers (Yvelines), le président de la République appuie sa carrière de productrice. Innovatrice, elle produit à la télévision des émissions d'un ton nouveau telles que Les Raisins verts en 1963 puis Tilt magazine à partir de 1966, émissions qui marqueront leurs époques et révéleront des réalisateurs comme Jean-Christophe Averty ou des présentateurs comme Michel Drucker qui témoigne ainsi : « 1965. J'étais animateur d'une émission produite par Michèle Arnaud, une grande professionnelle qui a, entre autres, découvert Serge Gainsbourg. »
C'est elle encore qui, avec Pierre Bourgoin, produit la première comédie musicale à la télévision française, Anna, œuvre de son auteur fétiche, Serge Gainsbourg (1967).

### Artiste et littéraire

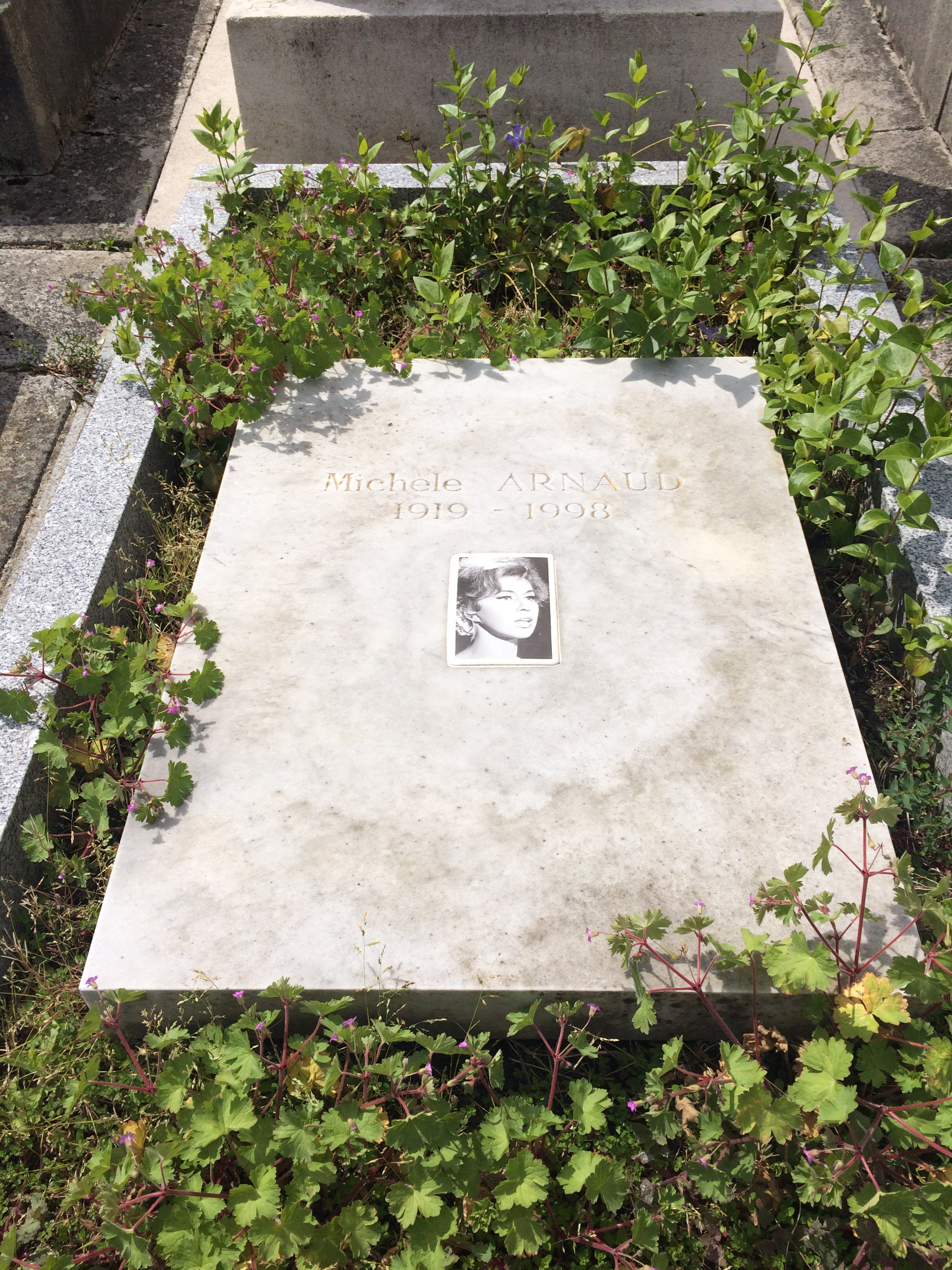
Tombe de Michèle Arnaud au cimetière du Montparnasse (division 7).

Plus tard, Michèle Arnaud trouve sa vraie dimension en se spécialisant dans la production de documentaires artistiques comme Les Tendances de l'Art au XXe siècle ainsi que des portraits littéraires (Maurice Clavel, Jean Dutourd, Jean d'Ormesson). Avec sa propre société de production, elle réalise ensuite un film sur Henry Miller d'une portée internationale.

### Mort
Elle meurt le 30 mars 1998 à Maisons-Laffitte (Yvelines), à l'âge de 79 ans, et est inhumée au cimetière du Montparnasse (division 7).

## Distinctions

### Honneurs
- : Chevalier de la Légion d'honneur[Quand ?].
- Officier de l'ordre des Arts et des Lettres.

### Sélection
Naissance de la mondovision : pour la première fois, le 11 juillet 1962, des émissions télévisées européennes sont transmises aux États-Unis par Telstar 1, premier satellite de télécommunications. C'est Michèle Arnaud qui apparaît dans le programme français enregistré tandis que la télévision anglaise transmet son programme en direct.

## Discographie

### Compilations
2021 : Michèle Arnaud : Succès et raretés 1963 - 1970 (2 CD Marianne Mélodie 7582448), avec plusieurs inédits.

## Productions et collaborations artistiques
- À partir de 1963 : Les Raisins verts, émissions télévisées de variétés réalisées par Jean-Christophe Averty, écriture et production.
- 1964-1965 : Ni figue, ni raisin, émissions télévisées de variétés réalisées par Jacques Rozier, collaboration artistique.
- 1966-1968 : Tilt magazine, émissions télévisées de variétés réalisées par Pierre Desfons, Jean-Pierre Spiero, productrice.
- 1967 : Anna, comédie musicale télévisée de Serge Gainsbourg réalisée par Pierre Koralnik, productrice.
- 1970 : Black Sabbath Live à l'Olympia, concert filmé réalisée par Jacques Bourton, produit par la RTBF et l'ORTF, productrice déléguée[20].
- 1972 : Pink Floyd: Live at Pompeii, film musical réalisé par Adrian Maben, productrice associée.
- 1974 : Henry Miller, poète maudit, réalisatrice et productrice (TV).
- 1976 : Oskar Kokoschka, documentaire réalisé par Gianpaolo Tescari, productrice associée.
- 1978 : Monsieur René Magritte, documentaire réalisé par Adrian Maben, productrice exécutive.